# Anisodes obliquaria
Anisodes obliquaria là một loài bướm đêm trong họ Geometridae.